# Mandeville, Jamaica
Mandeville är en parishhuvudort i Jamaica.   Den ligger i parishen Parish of Manchester, i den centrala delen av landet, 80 km väster om huvudstaden Kingston. Mandeville ligger 609 meter över havet och antalet invånare är 47 115. Den ligger på ön Jamaica.
Terrängen runt Mandeville är kuperad norrut, men söderut är den platt. Terrängen runt Mandeville sluttar österut. Runt Mandeville är det ganska tätbefolkat, med 239 invånare per kvadratkilometer. Mandeville är det största samhället i trakten. Omgivningarna runt Mandeville är en mosaik av jordbruksmark och naturlig växtlighet.